# Wilhelm Pochmann
Wilhelm Pochmann (Morchenstein bij Jablonec nad Nisou, toen: Gablonz an der Neiße, 29 juli 1869 – Zittau, 9 november 1947) was een Boheems componist, muziekpedagoog, militaire kapelmeester en organist.

## Levensloop
Pochmann studeerde aan de orgelschool van het "Prager Staatskonservatorium", na 1918 Státní konservatori hudby v Praze te Praag, waar hij in 1888 zijn diploma's behaalde. In 1889 werd hij lid van de muziekkapel van het Oostenrijkse Infanterie-Regiment nr. 102. Van 1894 tot het einde van de Eerste Wereldoorlog in 1918 was hij kapelmeester van de muziekkapel van het Infanterieregiment Nr. 74 "Freiherr von Schönaich 1860" in Liberec, toen nog Reichenberg geheten. Aldaar was hij ook als muziekpedagoog bezig en een van zijn leerlingen is Thomas Windisch (1914-2005). 
Als componist schreef hij voor harmonieorkest marsen en dansen.

## Composities

### Werken voor harmonieorkest
- 1900 Meergrasgrün mars
- 1900 Oberst Wenzlik-Marsch (opgedragen aan: RK Obst Jakob Wenzlik)
- 74er Regimentsmarsch "Vorwärts mit frischem Mut", mars, op. 23
- Excellenz Graf Clam-Gallas-Marsch, op. 27
- Marsch der 2. Armee, op. 76 - tekst: Mirko Jelusich
- Rußland Lied - tekst: Rudolf Gürtler